# Compile Heart
Compile Heart (株式会社コンパイルハート, Kabushikigaisha Konpairu Hāto) est une entreprise japonaise de développement et d'édition de jeux vidéo fondée en 2006 et basée à Tōkyō. En 2010, l'entreprise obtient une licence d'exploitation chez D4 Enterprise lui permettant de créer des jeux basés sur leurs franchises. Ils développent plusieurs titres de RPG à la suite de cela,.

## Jeux développés et/ou édités
- 2006 : Astonishia Story (PlayStation Portable)
- 2006 : Vulcanus (PlayStation Portable)
- 2007 : Rogue Hearts Dungeon (PlayStation 2)
- 2007 : Black Cat: Kuroneko no Concerto (Nintendo DS)
- 2007 : Quiz & Variety SukuSuku Inufuku 2 Motto SukuSuku (PlayStation 2)
- 2007 : Oni Zero -Sengoku Ransei Hyakkaryouran- (Nintendo DS)
- 2007 : Octomania (Wii)
- 2007 : Megazone 23: Aoi Garland (PlayStation 3)
- 2007 : Tanoshii Youchien Kotoba to Asobo! (Nintendo DS)
- 2007 : Jigoku Shoujo: Akekazura (Nintendo DS)
- 2007 : Agarest: Generations of War (PlayStation 3/PC)
- 2007 : The Frogman Show: DS Datte, Shouganaijanai. (Nintendo DS)
- 2008 : Puzzle Mate: Oekaki Mate (Nintendo DS)
- 2008 : Puzzle Mate: Nanpure Mate (Nintendo DS)
- 2008 : Puzzle Mate: Crossword Mate (Nintendo DS)
- 2008 : Dungeon of Windaria (Nintendo DS)
- 2008 : Gakkou no Kaidan DS (Nintendo DS)
- 2008 : DS de Yomu Series: Tezuka Osamu Hi no Tori 1 (Nintendo DS)
- 2008 : DS de Yomu Series: Tezuka Osamu Hi no Tori 2 (Nintendo DS)
- 2008 : DS de Yomu Series: Tezuka Osamu Hi no Tori 3 (Nintendo DS)
- 2008 : DS Pico Series: Sanrio no Party Heikou! Oryouri - Oshiyare - Okaimono (Nintendo DS)
- 2008 : Majin Tantei Nougami Neuro: Battle de Yo! (PlayStation 2)
- 2008 : Sakai Burai Kaiji: Death or Survival (Nintendo DS)
- 2008 : Cross Edge (PlayStation 3)
- 2008 : Sugoro Chronicle (Wii)
- 2008 : Agarest: Generations of War (Xbox 360)
- 2009 : Agarest: Generations of War Zero (PlayStation 3)
- 2009 : Rosario to Vampire Capu 2: Koi to Yume no Rhapsodia (PlayStation 2)
- 2009 : Jigoku Shoujo Mioyosuga (PlayStation 2)
- 2009 : Cross Edge Dash (Xbox 360)
- 2010 : So-Ra-No-Wo-To Otome no Gojuusou (PlayStation Portable)
- 2010 : Agarest: Generations of War Zero (Xbox 360)
- 2010 : Hyperdimension Neptunia (PlayStation 3)
- 2010 : Agarest: Generations of War 2 (PlayStation 3)
- 2010 : DS-Pico Series: Sanrio Puro Land - Waku Waku Okaimono - Suteki na Oheya Otsukuri Masho (Nintendo DS)
- 2011 : Hyperdimension Neptunia mk2 (PlayStation 3)
- 2012 : Touch, Shot! Love Application (PlayStation 3)
- 2012 : Mugen Souls (PlayStation 3)
- 2012 : Record of Agarest War: Marriage (PlayStation Portable)
- 2012 : Hyperdimension Neptunia Victory (PlayStation 3)
- 2013 : Monster Monpiece (PlayStation Vita)
- 2013 : Sorcery Saga: Curse of the Great Curry God (PlayStation Vita)
- 2013 : Mugen Souls Z (PlayStation 3)
- 2013 : Hyperdimension Neptunia: Producing Perfection (PlayStation Vita)
- 2013 : Date A Live: Rinne Utopia (PlayStation 3)
- 2013 : Hyperdimension Neptunia RE;Birth 1 (PlayStation Vita/PC)
- 2013 : Fairy Fencer F (PlayStation 3)
- 2014 : Hyperdimension Neptunia Re;Birth 2 (PlayStation Vita/PC)
- 2014 : Chou Megami Shinkou Noire Gekishin Black Heart (PlayStation Vita)
- 2014 : Date A Live: Ars Install (PlayStation 3)
- 2014 : Hyperdimension Neptunia U (PlayStation Vita)
- 2014 : Omega Quintet (PlayStation 4)
- 2014 : Hyperdimension Neptunia RE;Birth 3 (PlayStation Vita/PC)
- 2015 : Megadimension Neptunia VII (PlayStation 4)
- 2015 : Fairy Fencer F: Advent Dark Force (PlayStation 4)